# Cerebrus
Cerebrus es un álbum inédito de Charly García en conjunto con el músico Pipo Cipolatti. Es una obra concluida que nunca fue estrenada oficialmente. En su idea original, la creación de García y Cipolatti buscó ser un homenaje al programa de televisión argentino Titanes en el Ring. A pesar de la desaparición de este clásico televisivo, el proyecto continuó y fue adquiriendo otra dimensión. La idea definitiva para el proyecto era buscar que Cerebrus estuviera integrado por un CD, un libro y una golosina bastante curiosa parecida al dulce de leche, pero de color gris.

## Historia de la obra

### Concepto
Cerebrus es la historia mítica de un científico que nació en Hungría y que, en la época de la Segunda Guerra Mundial, inventó un rayo para agigantamiento. Había dos versiones, una era que el tipo odiaba a los enanos y no quería que hubiese más enanos en el mundo. La otra, que Hitler le había ordenado crear este aparato. Por error, un día el rayo se le disparó en la cabeza, se le abrió el cuero cabelludo, el cerebro le salió hacia afuera y tuvo un dolor y un odio absoluto. Entonces, adquirió poderes mentales y de ahí en más buscó destruir a la humanidad.

### Presentación
En 2005 Charly arribó al Centro Cultural Borges pasadas las 19.30. Tras una pequeña recorrida en la que observó casi al pasar las obras de Masó, subió al escenario junto con Cipolatti para tocar algunos de los temas del álbum. Los autores de una de las obras menos convencionales del rock argentino comenzaron la función en el Borges con la canción "Cerebrus", al que le siguieron "La Glosa", "Poseidón" y "Hey Jude". Un García de un gran humor bromeó con su compadre a lo largo de toda a presentación. Pipo dijo que el disco ya está compuesto y está pregrabado. Pero por la inminente salida de Demasiado ego, no le dedicaron la atención oficial.

## Canciones presentadas en vivo
1. "Cerebrus"
2. "La Glosa Madre" (también conocido como "Robando con elegancia")
3. "Poseidón"
4. "Machuca la Hiena"
5. "Mr.Moto"
6. "El dogo"
7. "Dual-D" (también conocido como "Leopardo")
8. "Antoñito"
9. "Corruptus el Senador" (versos recitados)
10. "Entornus" (versos recitados)
11. "El hacker" (versos recitados)

## Músicos
- Charly García
- Pipo Cipolatti